# Sablia rupicapra
Sablia rupicapra är en fjärilsart som beskrevs av Lederer 1860. Sablia rupicapra ingår i släktet Sablia och familjen nattflyn. Inga underarter finns listade.